# 香槟伯国
香槟伯国（拉丁語：Comitatus Campaniensis），是中世紀法蘭西王國中的一個領土和封建公國。12世紀時它在巴黎和神聖羅馬帝國邊界之間的富饒平原上發展起來。由於蒂博二世建立貿易市集，促使其成為法國北部的經濟樞紐和國際貿易中心，同時穩定的土地開墾也促進經濟和城鎮發展。亨利一世時期確定特鲁瓦作為該縣首府，擴大管治規模。在亨利伯爵和瑪麗伯爵夫人治理時，文學作者湧現於此。至十三世紀多任統治者對領地實行了集權化。該地也知名於其對十字軍東征和修道院基礎的支持，尤如熙篤會便起源於其境內。1234年之後的香檳伯爵同時也擔任納瓦拉國王，到14世紀時胡安娜一世與法王腓力四世聯姻，該縣因而被併入法國國王的皇室領土。

## 历史
公元511年克洛维一世逝世后，特鲁瓦所属的香槟地区被划至奥斯特拉西亚。公元558年，克洛维一世之子克洛泰尔一世曾主张统一各个王国，但其子嗣在克洛泰尔一世逝世后各自为政并反目成仇，其中贡特朗最初得到了香槟地区及特鲁瓦，其兄弟西吉贝尔特一世和希尔佩里克一世则分别占领了特鲁瓦附近的阿尔西和塞纳河桥村，共同对抗贡特朗。经过谈判，三兄弟最终达成共识，特鲁瓦由三个王国共同管理。公元629年希尔佩里克一世之子克洛泰尔二世去世后，特鲁瓦被勃艮第王国继承，直到687年的泰尔特里战役。
公元8世纪时，特鲁瓦多次遭受撒拉森人的入侵，矮子丕平曾于761年和766年率兵前往特鲁瓦抵抗。820年，阿莱朗成为首位特鲁瓦伯爵。公元9世纪中后期，诺曼人入侵高卢北部及西部的大部分地区，并于892年放火烧毁了整个特鲁瓦城。
公元894年勃艮第公爵欧坦的理查夺取了特鲁瓦。公元896年意大利的丕平的孙子韦尔芒杜瓦伯爵埃贝尔一世夺取了莫城。理查的长子拉乌尔和埃贝尔一世之子埃贝尔二世分别娶了巴黎伯爵罗贝尔一世的两位女儿。公元922年，罗贝尔一世夺取了西法兰克王位，次年，拉乌尔在岳父死后被贵族选举为西法兰克国王，并将担任不到两年的勃艮第公爵和特鲁瓦伯爵之位授予其弟黑于格。埃贝尔二世帮助拉乌尔稳固了王位，对抗加洛林王朝的正统查理三世。936年拉乌尔去世后，黑于格谋求王位，但是罗贝尔一世的儿子大于格等贵族迎回了查理的儿子路易四世，并击败了黑于格，获得了勃艮第一半的土地。黑于格于952年死后，勃艮第公爵和特鲁瓦伯爵之位传给了妹夫沙隆的吉爾貝。吉尔贝尔的两个女儿分别嫁给了大于格的儿子巴黎的奥东和埃贝尔二世的儿子罗贝尔。956年吉尔贝尔去世，奥东获得了勃艮第，罗贝尔获得了特鲁瓦。罗贝尔从父亲那里继承了莫城，从此之后罗贝尔的后代享有特鲁瓦伯爵和莫城伯爵的称号。
公元1022年，罗贝尔的后代绝嗣后，罗贝尔姐姐的后代布卢瓦伯爵厄德二世继承了特鲁瓦和莫城。特鲁瓦和莫城从韦尔芒杜瓦家族转入布卢瓦家族手中。
1089年，布卢瓦伯爵、特鲁瓦伯爵兼莫城伯爵蒂博一世死后，法国国王菲利普一世将三地分给了蒂博的儿子们。艾蒂安-亨利获得了莫城和布卢瓦，厄德三世获得了特鲁瓦。1093年厄德三世去世后将土地和财产留给了弟弟于格一世。从1102年开始于格被称为香槟伯爵。1125年，于格一世去世，声称自己性无能，所以选择将香槟继承给侄子布卢瓦伯爵蒂博二世并驱逐了自己的儿子。1152年蒂博二世死后，长子亨利一世继承了香槟，次子蒂博五世继承了布卢瓦。
香槟伯国首府为特鲁瓦，在原旧城的基础上，特鲁瓦东北侧扩建了新的街区和建筑，并修建了外缘的城墙。
以蒂博二世（Thibaut II）为首的伯爵支持当地香槟葡萄酒的种植和贸易，并在伯国内的四个城市（特鲁瓦、普罗万、马恩河畔拉尼和奥布河畔巴尔）创立了香槟集市，其中在特鲁瓦的集市包括“热市”（法語：marché chaud）和“寒市”（法語：marché froid）两次年度集会，分别为6月24日和10月1日，持续时间超过15天，主会场为特鲁瓦集市圣让教堂。香槟集市为当地带来了巨大的财富，同时也带动了人口数量的增长。1230年9月，蒂博四世为特鲁瓦颁布的市镇宪章。
1234年，蒂博四世的舅舅纳瓦拉国王桑喬七世死后无嗣，使得蒂博四世得以继承纳瓦拉王位。
1284年8月16日，香槟女伯爵胡安娜一世与腓力四世联姻，特鲁瓦及整个香槟和布里地区成为法兰西王国领土。1305年胡安娜一世去世后，其子路易成为纳瓦拉国王和香槟伯爵。路易在父亲腓力四世去世后成为法国国王路易十世。

## 伯爵列表
- 1102年–1125年：于格一世
- 1125年–1152年：蒂博二世
- 1152年–1181年：亨利一世
- 1181年–1197年：亨利二世
- 1197年–1201年：蒂博三世
- 1201年–1253年：蒂博四世，自1234年起成为纳瓦拉国王特奧巴爾多一世
- 1253年–1270年：蒂博五世，同时是纳瓦拉国王特奧巴爾多二世
- 1270年–1274年：亨利三世，同时是纳瓦拉国王恩里克一世
- 1274年–1305年：胡安娜，同时是纳瓦拉女王。
- 1305年–1316年：路易，同时是纳瓦拉国王。1314年成为法国国王，香槟伯国成为法国的省。